# Liu Meilin
Liu Meilin (刘美麟) es una cantante china nacida el 26 de abril de 1995 en Harbin, provincia de Heilongjiang.

## Carrera
Liu alcanzó notoriedad en el año 2012, luego de participar en el programa televisivo musical "Soy Una Leyenda" (我是传奇).
Lanzó su álbum debut en 2013, con el título No debería crecer (该不该长大). Esta producción ganó en 2014 el premio Music Radio como "Álbum Recomendado", siendo Liu la artista más joven de la ceremonia en ser premiada, a los 19 años.
En 2016, ganó el premio "Canción de Oro" en el sexto capítulo del programa de TV Héroes del Remix (盖世英雄), por su interpretación de la canción folclórica rusa Katiusha. Ese mismo año, interpretó la versión en chino de la canción How Far I'll Go, para la película Moana.
En 2017 lanzó su segundo álbum, llamado Rapsodia de juventud (青春狂想曲).

## Discografía
- 2012: Más allá de lo posible (超越可能) (single)

- 2013: No debería crecer (该不该长大)

- 2016: How Far I’ll Go (能走多远) (single)

- 2017: Rapsodia de juventud (青春狂想曲)